# Aschau im Chiemgau

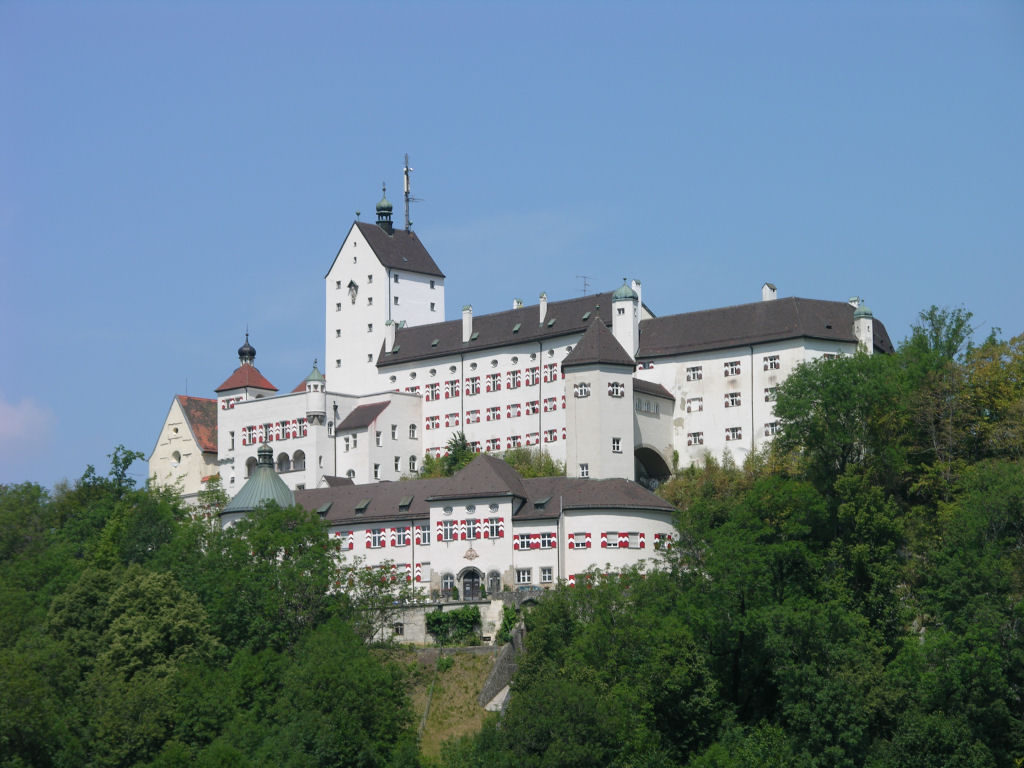
Il castello di Hohenaschau, Aschau im Chiemgau

Aschau im Chiemgau è un comune tedesco di 5 630 abitanti, situato nel land della Baviera.